# Bernardo Giner de los Ríos
Bernardo Giner de los Ríos (Malaga, 31 gennaio 1888 – Messico, 22 agosto 1970) è stato un architetto, scrittore e politico spagnolo fu Ministro dei Lavori Pubblici, dei Trasporti e delle Comunicazioni negli anni della Seconda Repubblica spagnola  durante la Guerra civile del 1936-1939. Dopo un breve esilio in Francia emigrò in Messico.

## Biografia
Bernardo Giner de los Ríos apparteneva a una famiglia borghese andalusa di tradizioni liberali e repubblicane. Era figlio di Hermenegildo Giner de los Ríos e di Laura García Hoppe, e nipote di Francisco Giner de los Ríos, annoverati questi ultimi tra i fondatori della Institución Libre de Enseñanza (ILE) e seguaci del “Krausismo”.
Era cugino di Fernando de los Ríos Urruti (1879-1949), professore universitario, deputato socialista al Parlamento, Ministro di Grazia e Giustizia e dell'Istruzione.
Bernardo Giner de los Ríos ricoprì l'incarico di ispettore scolastico per la provincia di Alicante. Si specializzò nella costruzione di scuole realizzate per la maggior parte a Madrid e dintorni.
Fu Ministro delle Comunicazioni, dei Trasporti e dei Lavori Pubblici durante la Seconda Repubblica spagnola. Dopo la Guerra civile (1936-1939) andò in esilio in Francia dove per cinque anni ricoprì la carica di Segretario generale del Presidente della Repubblica. Successivamente emigrò in Messico dove nel 1952 pubblicò una storia dell'architettura spagnola del XX secolo con il titolo di 50 Años de Arquitectura Española (1900-1950).
Per sua iniziativa e sotto la sua direzione fu ripresa in Messico negli anni dal 1961 al 1970, la pubblicazione del Boletín de la Institución Libre de Enseñanza (BILE), mentre a Madrid fu ripresa la pubblicazione, sospesa dal 1936, solo nel 1977 dopo la legalizzazione della Fundación Francisco Giner de los Ríos.

## Opere
- 50 Años de Arquitectura Española (1900-1950) (1952)